# Camaquã (kommun)
Camaquã är en kommun i Brasilien.   Den ligger i delstaten Rio Grande do Sul, i den södra delen av landet, 1 700 km söder om huvudstaden Brasília. Antalet invånare är 62 759.
Följande samhällen finns i Camaquã:
- Camaquã

Trakten runt Camaquã består till största delen av jordbruksmark. Runt Camaquã är det mycket glesbefolkat, med 4 invånare per kvadratkilometer.